# Echo Bay Marine Provincial Park
Der Echo Bay Marine Provincial Park ist ein 1,6 ha großer Provincial Park in der kanadischen Provinz British Columbia und der zur Zeit kleinste Marine Park der Provincial Parks in British Columbia sowie einer der kleinsten Parks im gesamten Parksystem der Provinz. Der Park liegt an der Küste von Gilford Island im Regional District of Mount Waddington. Gilford Island gehört zum Broughton-Archipel. Außerdem wird die Region, in welcher der Park liegt, zum Great Bear Rainforest gerechnet.
Ein landseitiger Zugang zum Park besteht nicht. In unmittelbarer Nähe findet sich mit dem Broughton Archipelago Marine Provincial Park der größte der Marine Parks der Provinz.

## Anlage
Bei dem Park handelt es sich um ein Schutzgebiet der Kategorie II (National Park).
Der Park liegt an der Nordwestküste von Gilford Island, an der Echo Bay.

## Geschichte
Der Provincial Park wurde am 26. Januar 1971, mit einer Gesamtfläche von 4,66 Acre, eingerichtet. Vor Gründung des Parks befand sich hier eine Waldhüterstation.
Ursprünglich gehörte das Gebiet zum Jagd- und Fischfanggebiet der Kwicksutaineuk.

## Flora und Fauna
Innerhalb des Ökosystems von British Columbia kann der Park wegen seiner geringen Landfläche keiner der verschiedenen Biogeoklimatische Zonen von British Columbia zugeordnet werden. Umliegende Landflächen werden jedoch der Coastal Western Hemlock Zone zugerechnet. Biogeoklimatische Zonen zeichnen sich durch ein grundsätzlich identisches Klima sowie gleiche oder sehr ähnliche biologische und geologische Voraussetzungen aus. Daraus resultiert in den jeweiligen Zonen dann auch ein sehr ähnlicher Bestand an Pflanzen und Tieren.
Im Seegebiet des Parks können auch die verschiedenen Wale wie der Schwertwal, der Grauwal, der Buckelwal oder der Gewöhnliche Schweinswal und der Weißflankenschweinswal beobachtet werden. Es finden sich auch andere seltene oder bedrohte Arten. Beobachtet werden können hier auch Kanadareiher.
Da in den Bächen und Flüssen der kanadischen Coast Mountains, hier hauptsächlich der Pacific Ranges, verschiedene Arten von Lachsen laichen, finden sich diese auch auf dem Weg dorthin im Park wieder. Arten wie der Buckellachs finden sich im Park, sind jedoch in ihrem Bestand stark zurückgegangen (vermutlich bedingt durch die zahlreichen Fischfarmen der Region).

## Aktivitäten
Der Park verfügt über keine touristische Infrastruktur. Der Park wird hauptsächlich von Seekajakfahrern genutzt.